# Nekrolog 1328
Nekrolog
◄◄
| ◄
| 1324
| 1325
| 1326
| 1327
| 1328 | 1329 | 1330 | 1331 | 1332 | ► | ►►
Weitere Ereignisse | Allgemeiner Nekrolog 1328
Die Beschreibung der verstorbenen Person sollte so kurz wie möglich gehalten sein und nur deren signifikante Tätigkeit(en) enthalten.
Neue Namen ggf. auch unter dem Geburts- und Sterbedatum, also etwa unter 1. Januar und im Geburts- und Sterbejahr (2024) eintragen (nur bei entsprechender großer Wichtigkeit). Für Beispiele siehe die schon vorhandenen Artikel.
Außerdem über die fünf zuletzt Verstorbenen, zu denen es einen ausreichend guten Artikel für eine Präsentation auf der Hauptseite gibt, nach der todesbedingten Überarbeitung der Artikel ggf. auch unter Wikipedia Diskussion:Hauptseite informieren und sie am besten auch in den anderen Wikipedia-Sprachversionen eintragen. Tipp: Regelmäßig bei news.google.de nach „ist tot“, „gestorben“ oder „verstorben“ suchen.
Wenn eine Person gestorben ist, gibt es viele Seiten zu dieser Person in der Wikipedia, die davon auch betroffen sind und entsprechend aktualisiert werden müssen. Beispiele: Namenübersichtsseite, Geburtsjahr, Geburtsort-Seiten und viele mehr.
Wie finde ich die betroffenen Seiten?
Im Suchfeld auf der linken Seite gibt man den Suchbegriff so ein: „Vorname Nachname“. Dann klickt man auf Volltext und alle Seiten mit entsprechendem Suchtext werden aufgerufen. Hier sieht man dann schnell, wo auch das Todesjahr Sinn macht oder sogar ein Teil des Artikels angepasst werden muss. Auch hilft das „Werkzeug“ auf der linken Seite sehr gut, um solche Seiten aufzufinden: „Links auf diese Seite“. Somit ist die Wikipedia wieder aktuell in allen Bereichen! Hinweis: bei Eintragung der Kategorie „Gestorben JAHR“ wird der Missbrauchsfilter 49 ausgelöst, was jedoch nicht schlimm ist. Siehe: Spezial:Missbrauchsfilter/49
Dies ist eine Liste von im Jahr 1328 verstorbenen bekannten Persönlichkeiten. Die Einträge erfolgen innerhalb der einzelnen Daten alphabetisch sortiert. Tiere sind im Nekrolog für Tiere zu finden.

## Januar
| Tag        | Name    | Beruf, bekannt als  | Alter | Beleg |
| ---------- | ------- | ------------------- | ----- | ----- |
| 17. Januar | Otto I. | Landgraf von Hessen |       |       |

## Februar
| Tag         | Name            | Beruf, bekannt als          | Alter | Beleg |
| ----------- | --------------- | --------------------------- | ----- | ----- |
| 1. Februar  | Karl IV.        | König von Frankreich        | 33    |       |
| 27. Februar | Florin Ketelhot | Benediktinerabt in Liesborn |       |       |

## April
| Tag       | Name                       | Beruf, bekannt als                                            | Alter | Beleg |
| --------- | -------------------------- | ------------------------------------------------------------- | ----- | ----- |
| 1. April  | Heinrich II. von Sternberg | Bischof von Bamberg                                           |       |       |
| 14. April | Friedrich Sunder           | Nonnenseelsorger; Verfasser mystischer Literatur in Engelthal |       |       |
| 25. April | Pierre de Rémy             | Schatzmeister Karls IV. von Frankreich                        |       |       |
| April     | Emich von Leiningen        | Bischof von Speyer                                            |       |       |

## Mai
| Tag     | Name                                   | Beruf, bekannt als                | Alter | Beleg |
| ------- | -------------------------------------- | --------------------------------- | ----- | ----- |
| 6. Mai  | Robert Fitzwalter, 2. Baron Fitzwalter | englischer Adeliger               |       |       |
| 9. Mai  | Gerhard Werenzo                        | Domdechant und Domherr in Münster |       |       |
| 15. Mai | Giovanni Arlotti                       | Kardinal der katholischen Kirche  |       |       |
| 20. Mai | William de Lamberton                   | schottischer Bischof und Regent   |       |       |

## Juli
| Tag      | Name                       | Beruf, bekannt als                           | Alter | Beleg |
| -------- | -------------------------- | -------------------------------------------- | ----- | ----- |
| 18. Juli | Engelbert II. von der Mark | Graf von der Mark und Aremberg               |       |       |
| 24. Juli | Isabella von Kastilien     | Königin von Aragón und Herzogin von Bretagne |       |       |
| 29. Juli | Gerhard V.                 | Graf von Jülich (1297–1328)                  |       |       |

## August
| Tag        | Name                 | Beruf, bekannt als                    | Alter | Beleg |
| ---------- | -------------------- | ------------------------------------- | ----- | ----- |
| 6. August  | Galeazzo I. Visconti | Regent von Mailand (1322–1328)        | 51    |       |
| 15. August | Yesun Timur Khan     | chinesischer Kaiser der Yuan-Dynastie |       |       |
| 23. August | Friedrich IV.        | Herzog von Oberlothringen             | 46    |       |

## September
| Tag           | Name                  | Beruf, bekannt als                                                             | Alter | Beleg |
| ------------- | --------------------- | ------------------------------------------------------------------------------ | ----- | ----- |
| 3. September  | Castruccio Castracani | Herzog von Lucca                                                               | 47    |       |
| 9. September  | Matthias von Buchegg  | Erzbischof von Mainz, Reichserzkanzler                                         |       |       |
| 15. September | Johann von Jandun     | averroistischer Philosoph, Theologe und politischer Theoretiker                |       |       |
| 26. September | Ibn Taimīya           | islamischer Theologe und Rechtsgelehrter der (neo)-hanbalitischen Rechtsschule | 65    |       |
| 26. September | Catharina van Durbuy  | niederländische Adelige                                                        |       |       |

## Oktober
| Tag         | Name                              | Beruf, bekannt als                                                           | Alter | Beleg |
| ----------- | --------------------------------- | ---------------------------------------------------------------------------- | ----- | ----- |
| 7. Oktober  | Robert de Holand, 1. Baron Holand | englischer Ritter                                                            |       |       |
| 12. Oktober | Klementine von Ungarn             | Königin von Frankreich (1315–1316), zweite Ehefrau Ludwigs X. von Frankreich | 35    |       |
| 25. Oktober | Jean de Cherchemont               | Kanzler von Frankreich                                                       |       |       |

## November
| Tag          | Name                    | Beruf, bekannt als                                | Alter | Beleg |
| ------------ | ----------------------- | ------------------------------------------------- | ----- | ----- |
| 6. November  | Johann I. von Straßburg | Fürstbischof von Eichstätt und Straßburg, Kanzler |       |       |
| 9. November  | Karl                    | Herzog von Kalabrien                              |       |       |
| 16. November | Hisaaki                 | japanischer Shōgun des Kamakura-Shōgunates        | 52    |       |
| 28. November | Jordan                  | Bischof von Ermland                               |       |       |

## Dezember
| Tag          | Name             | Beruf, bekannt als | Alter | Beleg |
| ------------ | ---------------- | ------------------ | ----- | ----- |
| 31. Dezember | Giovanni Soranzo | Doge von Venedig   |       |       |

## Datum unbekannt
| Tag | Name                      | Beruf, bekannt als                                                | Alter | Beleg |
| --- | ------------------------- | ----------------------------------------------------------------- | ----- | ----- |
|     | Arigaba                   | chinesischer Kaiser der Yuan-Dynastie                             |       |       |
|     | Boleslaus                 | Herzog von Beuthen und Tost, Erzbischof von Gran                  |       |       |
|     | Guido Farnese             | Bischof von Orvieto                                               |       |       |
|     | Henri de la Tour-du-Pin   | Bischof von Passau und Bischof von Metz                           |       |       |
|     | Johann                    | Graf von Nassau-Dillenburg                                        |       |       |
|     | Johannes von Montecorvino | italienischer Soldat, Arzt, Richter, Mönch, Missionar und Bischof |       |       |
|     | Otto IV.                  | Graf von Ravensberg                                               |       |       |
|     | Otton de Grandson         | Ritter, Kreuzfahrer, Herr von Grandson                            |       |       |
|     | Sadok Seli Soltan         | türkisch-deutscher Offizier                                       |       |       |
|     | Baiamonte Tiepolo         | Sohn des Dogen Lorenzo Tiepolo und Enkel des Dogen Jacopo Tiepolo |       |       |
|     | Nicholas Trivet           | anglo-normannischer Chronist und Dominikaner                      |       |       |